# Juan Fernández Mejías
Juan Fernández Mejias (Sevilla, 11 de agosto de 1957) es un actor español. Intérprete de larga carrera en el teatro. En el cine y televisión se ha prodigado como actor secundario y de reparto en producciones de carácter nacional. Recibió en 2000 el Premio Unión de Actores a la mejor interpretación de reparto de cine por su actuación en la película Solas. Su papel como el coronel Prieto en las primeras temporadas de la exitosa serie La casa de papel le otorgó a partir de 2017 popularidad entre el público y le abrió el camino a otras producciones de ficción internacionales. Ha desarrollado también un extenso trabajo como actor de doblaje.

## Trayectoria
Juan Fernández se inició en el teatro hacia 1988, en un grupo escénico junto a la actriz Ana Fernández, con la que recorrieron los pueblos de la provincia de Sevilla, contratados por el área de cultura de una entidad financiera. El actor ha protagonizado producciones como Fedra (2018-19) y la versión teatral de El nombre de la rosa (2013-14) y de Madame Bovary (2011-13). Fernández ha confesado que "El teatro para mí es fundamental", "da un baño de humildad" frente a la televisión y el cine que otorgan un éxito más efímero.
En el cine, debutó en 1999 en El corazón de guerrero de Daniel Monzón. De ese mismo año, su participación en el reparto de Solas con el director Benito Zambrano le valió el Premio Unión de Actores a la mejor interpretación de reparto de cine al año siguiente. Ha colaborado en películas como Lucía y el sexo (2000) de Julio Medem y en las cintas de Pedro Almodóvar La mala educación (2003) y Hable con ella (2001).
Ha desarrollado desde 1990 un extenso trabajo como actor de voz, con más de 1.000 locuciones, de cine, publicidad y videojuegos. Ha sido habitualmente la voz de los actores Alan Rickman, en saga de Harry Potter y Liam Cunningham en Juego de tronos.
En televisión, intervino durante años en papeles recurrentes de series. A partir de Tierra de Lobos (2010/13), consolidó su presencia televisiva, pero el mayor reconocimiento le llegó con La casa de papel de gran éxito internacional en la que interpretaba al coronel Prieto un papel secundario pero muy relevante que contribuyó a su mayor presencia desde entonces en producciones como El Cid, Inés del alma mía o El Marqués.